# Battesimo di Cristo (El Greco Toledo)
Il Battesimo di Cristo è un dipinto del pittore cretese El Greco realizzato circa 1608-1614 durante l'ultimo periodo toledano; è conservato nel Hospital de Tavera di Toledo.

## Analisi
Questo lavoro è stato prodotto quasi interamente da Jorge Manuel Theotocópuli, figlio di El Greco. Gesù appare inginocchiato, mentre san Giovanni Battista, a destra,  versa l'acqua con una conchiglia sul suo capo. Nella parte superiore appare Dio Padre e la colomba dello Spirito Santo, allo scopo di unire le figure della Santissima Trinità. La forte luce ricorda la tonalità del  Michelangelo.